# Келенеј
Келенеј је у грчкој митологији било име више личности.

## Етимологија
Име Келенеј је настало од грчке речи kelainos и означава црнокосог човека.

## Митологија
1. Према Аполодору, био је син микенског краља Електриона и Анаксо. Погинуо је током борбе са Птерелајевим синовима.[2]
2. Према Нону, био је Панов син који се придружио Дионису у његовом походу на Индију.[2]
3. Нон је поменуо и индијског вођу са овим именом, а који се појавио у току Дионисовог боравка у тој земљи.[2]
4. Према Валерију, Келенеј је био и човек који је очистио Аргонауте од њиховог греха, односно грешке што су напали Долионијане.[2] Заправо, неки извори ово име доводе у везу са Хадом[3], али и Аполоном.[4]